# Кріс Веббер
Мейс Едвард Крістофер «Кріс» Веббер III (англ. Mayce Edward Christopher "Chris" Webber III, нар. 1 березня 1973, Детройт, Мічиган, США) — американський професіональний баскетболіст, що грав на позиціях важкого форварда і центрового за низку команд НБА, зокрема за «Сакраменто Кінґс», яка навіки закріпила за ним ігровий № 4.

## Ігрова кар'єра

### Ранні роки

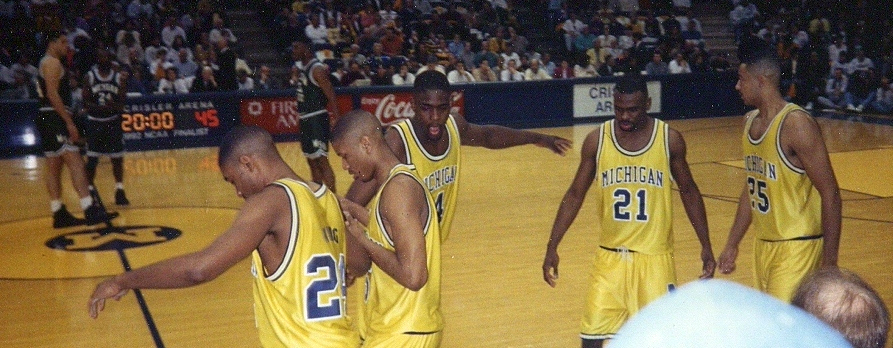
Блискуча п'ятірка Мічигана: Джиммі Кінг, Джейлен Роуз, Веббер, Рей Джексон та Джуван Говард

Починав грати в баскетбол у команді старшої школи Детройт кантрі дей (Беверлі Гіллс, Мічиган). Приводив команду до трьох поспіль чемпіонств штату. У випускному класі набирав 29,4 очка та 13 підбирань за гру.
На університетському рівні грав за команду Мічиган (1991—1993). Там став лідером команди, якій дали прізвисько Fab Five (Блискуча п'ятірка) та, до якої входили крім нього, Джуван Говард, Джейлен Роуз, Джиммі Кінг та Рей Джексон. Всі крім Джексона згодом грали в НБА. Всі п'ятеро були новачками в команді та прийшли одночасно. Вони двічі поспіль доходили з командою до фіналу турніру NCAA, але двічі програвали.

### Голден-Стейт Ворріорс
1993 року був обраний у першому раунді драфту НБА під загальним 1-м номером командою «Орландо Меджик». Проте професіональну кар'єру розпочав 1993 року виступами за «Голден-Стейт Ворріорс», куди був обміняний на Пенні Гардевея одразу після драфту. У своєму дебютному сезоні набирав 17,5 очка та 9,1 підбирання та отримав нагороду Новачка року НБА. Допоміг команді пробитися до плей-оф, але там сильнішими виявились «Фінікс Санз» на чолі з Чарльзом Барклі. Протягом сезону у нього виник конфлікт з головним тренером команди Доном Нелсоном. Нелсон вимагав від Веббера виконувати роль пост-гравця та працювати на відскоках, ігноруючи його вміння пасувати та дрибблінг. У міжсезоння клуб придбав Роні Сейкалі, що дозволило перейти Вебберу на позицію важкого форварда. Однак розбіжності між гравцем і тренером були настільки великими, що клубу довелось обміняти його до іншої команди.

### Вашингтон Буллетс
1994 року перейшов до складу «Вашингтон Буллетс» в обмін на Тома Гуліотту та три майбутні піки першого раунду драфту. У Вашингтоні возз'єднався з давнім другом та партнером по університетській команді Джуваном Говардом. 1997 року вперше був запрошений для участі у матчі всіх зірок. Того ж року вивів команду до плей-оф, де «Візардс» були розгромлені «Чикаго Буллз» на чолі з Майклом Джорданом.

### Сакраменто Кінґс
1998 року перейшов до «Сакраменто Кінґс» в обмін на Мітча Річмонда та Отіса Торпа. Тоді ж «Кінгс» підписали Предрага Стояковича, Владе Діваца та Джейсона Вільямса. У перший же рік Веббер став лідером ліги за підбираннями (13 за гру), перервавши гегемонію Денніса Родмана в цьому компоненті, яка тривала 7 років. Команда дійшла до плей-оф, де програла в першому раунді «Юта Джаз» на чолі з майбутніми членами Баскетбольної зали слави — Карлом Мелоуном та Джоном Стоктоном.
У наступні роки «Кінгс» стали однією з найкращих команд ліги та постійними претендентами на чемпіонство. 2000 року Веббер знову брав участь у матчі всіх зірок. Тоді ж попав на обкладинку відеогри «NBA Jam 2000». У плей-оф 2000 «Кінгс» у першому ж раунді програли «Лос-Анджелес Лейкерс», які того року стали чемпіонами НБА.
У сезоні 2000—2001 набирав в середньому 27,1 очко та 11,1 підбирання за гру та зіграв у старті зірок Західної конференції на матчі всіх зірок. Став четвертим у голосуванні за найціннішого гравця НБА. У плей-оф команда обіграла «Фінікс Санз», проте поступилася в наступному — «Лос-Анджелес Лейкерс».
27 липня 2001 року підписав новий семирічний контракт з «Сакраменто» на суму 127 млн доларів. 2002 року знову зіграв у матчі всіх зірок. У плей-оф «Кінгс» спочатку обіграли «Юта Джаз», а потім «Даллас Маверікс» та досягли фіналу Західної конференції, де зустрілися з принциповими суперниками — «Лейкерс». Фінальна серія розтягнулась до семи матчів, а в останньому матчі був овертайм, де вирішальними стали невлучні кидки Предрага Стояковича та Дага Крісті, а також фол Веббера на О'Нілі за 1:27 хв. до завершення овертайму та його успішна реалізація двох штрафних кидків. Таким чином серію виграли «Лейкерс», які зіграли у фіналі НБА.
Наступного сезону 2002—2003 набирав в середньому 23 очки та 11 підбирань за гру. Був змушений пропустити Матч всіх зірок через травму гомілки. У плей-оф команда дійшла до другого раунду, де зустрілася з «Далласом». В другому матчі Веббер отримав травму, а без нього «Сакраменто» нічого не зміг протиставити опоненту, тому далі пройшли «Маверікс».
Більшість наступного сезону пропустив через заліковування травми, тому зіграв лише у заключних 23 матчах. У першому раунді плей-оф допоміг команді пройти «Даллас», проте в наступному сильнішими виявились «Міннесота Тімбервулвз».

### Філадельфія Севенті-Сіксерс
Наступною командою в кар'єрі гравця була «Філадельфія Севенті-Сіксерс», куди був обміняний у лютому 2005 року. У Філадельфії став другої опцією в атаці після Аллена Айверсона. У плей-оф команда програла в першому раунді «Детройт Пістонс». Через травму коліна, якої зазнав сезоном раніше в складі «Кінгс» Веббер втратив свою звичну швидкість і стрибок, залишившись при цьому відмінним оборонним гравцем. Протягом періоду у Філадельфії часто залишався на лавці запасних на останню чверть гри. Це його не влаштовувало, тому він попросив обмін до іншої команди.

### Детройт Пістонс
16 січня 2007 року підписав контракт з «Детройт Пістонс». Разом з новою командою дійшов до фіналу Східної конференції, де сильнішими виявились «Клівленд Кавальєрс».

### Голден-Стейт Ворріорс

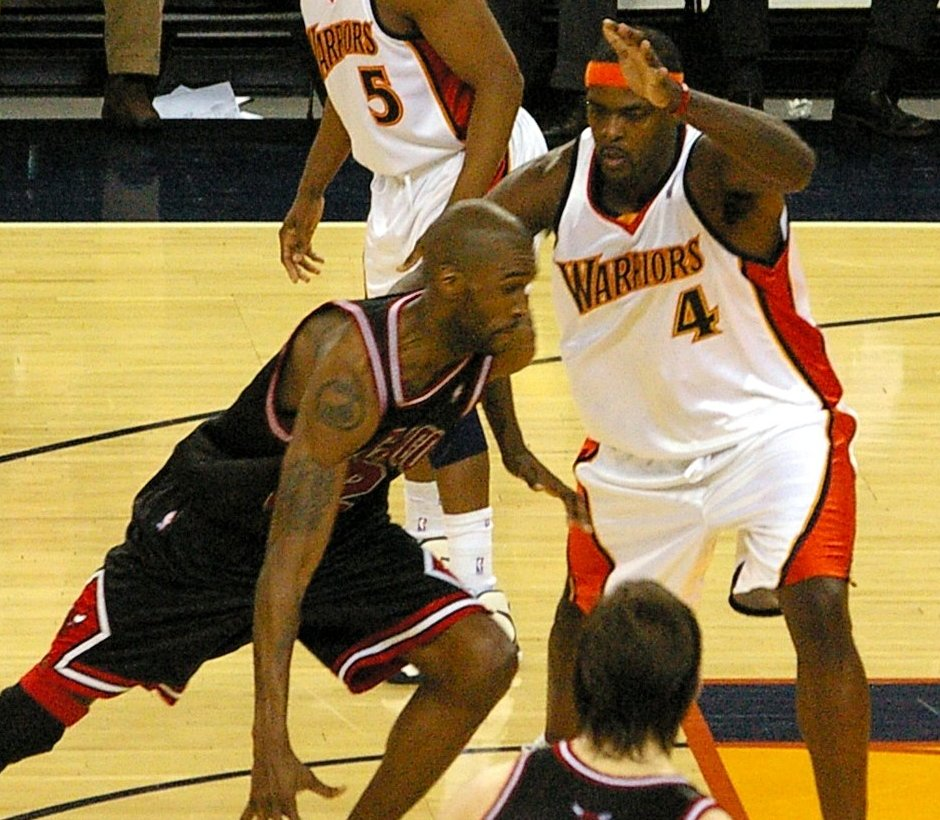
Веббер (праворуч) у грі за «Ворріорс», 2008

Останньою ж командою в кар'єрі гравця стала «Голден-Стейт Ворріорс», до складу якої він приєднався 29 січня 2008 року. За команду з Каліфорнії зіграв у дев'яти матчах, в яких набирав 3,9 очка та 3,6 підбирання. 25 березня 2008 року офіційно оголосив, що через проблемне коліно залишає спорт та завершує кар'єру баскетболіста.
6 лютого 2009 року на спеціальній церемонії в Сакраменто, його ігровий номер 4 було навіки закріплено за ним в команді «Кінгс».

## Проблеми із законом
1998 року був арештований за зберігання марихуани, водіння під її впливом та ще за п'ять інших правопорушень, після того, як був зупинений поліцейським по дорозі на тренування команди у Вашингтоні. В результаті змушений був заплатити штраф 560 доларів.
Того ж 1998 року, після повернення з рекламного туру Fila в Пуерто-Рико, заплатив 500 доларів штрафу за зберігання марихуани, яку знайшли прикордонники.
2002 року був оштрафований за обман суду присяжних в рамках великого розслідування щодо фінансових махінацій директора з розвитку баскетболу Мічиганського університету Еда Мартіна. Веббер приймав гроші від Мартіна ще з восьмого класу школи, що заборонено американським законодавством. Також було доведено, що чотири з п'яти гравців університетської команди Мічигана теж отримували готівку від Мартіна. Це ставило під сумнів їх аматорську кар'єру. Веббер, щоправда, визнав, що 1994 року заплатив Мартіну 38 тисяч доларів, як частковий розрахунок за інвестиції Мартіна. Вебберу було присуджено виплату штрафу 100 тисяч доларів та 330 годин громадських робіт. Мартін до суду не дожив та помер від серцевого нападу. Мічиганський університет був змушений забрати полотна зі згадуванням про два фінали чотирьох на своїй домашній арені, а результати команди в тих турнірах анульовані.

## Життя поза баскетболом
Після завершення баскетбольної кар'єри, став аналітиком на каналі NBA TV у програмі NBA Gametime Live. Разом з Кевіном Макгейлом та Ерні Джонсоном веде передачу Tuesday Fan Night. На передачі Inside the NBA каналу TNT замінює Чарльза Барклі, коли той відсутній.
Певний час був власником ресторану в Сакраменто, почав писати книгу та спродюсував дві пісні репера Nas — «Surviving the Times» та «Hip Hop Is Dead».
Активний у благодійній діяльності. 1993 року створив фундацію The Timeout Foundation, метою якої була популяризація освіти серед молоді. 1999 року була створена організація C-Webb's Crew, яка дарувала квитки на матчі «Сакраменто Кінгс» бідним сім'ям. На сьогодні більше 3,000 людей відвідали матчі «Кінгс» в рамках цієї програми. 2006 року організував вечір Bada Bling! в казино Caesars Palace у Лас-Вегасі, в якому взяли участь багато відомих баскетболістів, таких як Майк Біббі, Бред Міллер, Андре Ігуодала, Кайл Корвер, Чарльз Барклі, Гарі Пейтон, Карім Абдул-Джаббар, Кенні Сміт, Стефон Марбері та інші. Всі виручені доходи були перераховані до благодійної організації The Timeout Foundation.
2018 року зіграв проповідника у комедійній стрічці «Дядько Дрю» з Кайрі Ірвінгом в головній ролі.

## Статистика виступів в НБА
| *Лідер ліги |

### Регулярний сезон
| Сезон              | Команда                       | GP  | GS  | MPG  | FG%  | 3P%  | FT%  | RPG  | APG | SPG | BPG | PPG  |
| ------------------ | ----------------------------- | --- | --- | ---- | ---- | ---- | ---- | ---- | --- | --- | --- | ---- |
| 1993–1994          | «Голден-Стейт Ворріорс»       | 76  | 76  | 32.1 | .552 | .000 | .532 | 9.1  | 3.6 | 1.2 | 2.2 | 17.5 |
| 1994–1995          | «Вашингтон Буллетс»           | 54  | 52  | 38.3 | .495 | .276 | .502 | 9.6  | 4.7 | 1.5 | 1.6 | 20.1 |
| 1995–1996          | «Вашингтон Буллетс»           | 15  | 15  | 37.2 | .543 | .441 | .594 | 7.6  | 5.0 | 1.8 | .6  | 23.7 |
| 1996–1997          | «Вашингтон Буллетс»           | 72  | 72  | 39.0 | .518 | .397 | .565 | 10.3 | 4.6 | 1.7 | 1.9 | 20.1 |
| 1997–1998          | «Вашингтон Візардс»           | 71  | 71  | 39.6 | .482 | .317 | .589 | 9.5  | 3.8 | 1.6 | 1.7 | 21.9 |
| 1998–1999          | «Сакраменто Кінґс»            | 42  | 42  | 40.9 | .486 | .118 | .454 | 13.0 | 4.1 | 1.4 | 2.1 | 20.0 |
| 1999–2000          | «Сакраменто Кінґс»            | 75  | 75  | 38.4 | .483 | .284 | .751 | 10.5 | 4.6 | 1.6 | 1.7 | 24.5 |
| 2000–2001          | «Сакраменто Кінґс»            | 70  | 70  | 40.5 | .481 | .071 | .703 | 11.1 | 4.2 | 1.3 | 1.7 | 27.1 |
| 2001–2002          | «Сакраменто Кінґс»            | 54  | 54  | 38.4 | .495 | .263 | .749 | 10.1 | 4.8 | 1.7 | 1.4 | 24.5 |
| 2002–2003          | «Сакраменто Кінґс»            | 67  | 67  | 39.1 | .461 | .238 | .607 | 10.5 | 5.4 | 1.6 | 1.3 | 23.0 |
| 2003–2004          | «Сакраменто Кінґс»            | 23  | 23  | 36.1 | .413 | .200 | .711 | 8.7  | 4.6 | 1.3 | .9  | 18.7 |
| 2004–2005          | «Сакраменто Кінґс»            | 46  | 46  | 36.3 | .449 | .379 | .799 | 9.7  | 5.5 | 1.5 | .7  | 21.3 |
| 2004–2005          | «Філадельфія Севенті-Сіксерс» | 21  | 21  | 33.4 | .391 | .267 | .776 | 7.9  | 3.1 | 1.2 | .9  | 15.6 |
| 2005–2006          | «Філадельфія Севенті-Сіксерс» | 75  | 75  | 38.6 | .434 | .273 | .756 | 9.9  | 3.4 | 1.4 | .8  | 20.2 |
| 2006–2007          | «Філадельфія Севенті-Сіксерс» | 18  | 18  | 30.2 | .387 | .400 | .643 | 8.3  | 3.4 | 1.0 | .8  | 11.0 |
| 2006–2007          | «Детройт Пістонс»             | 43  | 42  | 29.7 | .489 | .333 | .636 | 6.7  | 3.0 | 1.0 | .6  | 11.3 |
| 2007–2008          | «Голден-Стейт Ворріорс»       | 9   | 8   | 14.0 | .484 | .000 | .417 | 3.6  | 2.0 | .4  | .7  | 3.9  |
| Усього за кар'єру  | Усього за кар'єру             | 831 | 827 | 37.1 | .479 | .299 | .649 | 9.8  | 4.2 | 1.4 | 1.4 | 20.7 |
| В іграх усіх зірок | В іграх усіх зірок            | 4   | 4   | 19.0 | .371 | .333 | .375 | 6.0  | 3.3 | 1.0 | -   | 7.5  |

### Плей-оф
| Сезон             | Команда                       | GP | GS | MPG  | FG%  | 3P%  | FT%  | RPG  | APG | SPG | BPG | PPG  |
| ----------------- | ----------------------------- | -- | -- | ---- | ---- | ---- | ---- | ---- | --- | --- | --- | ---- |
| 1994              | «Голден-Стейт Ворріорс»       | 3  | 3  | 36.3 | .550 | .000 | .300 | 8.7  | 9.0 | 1.0 | 3.0 | 15.7 |
| 1997              | «Вашингтон Буллетс»           | 3  | 3  | 35.3 | .633 | .455 | .500 | 8.0  | 3.3 | .7  | 2.3 | 15.7 |
| 1999              | «Сакраменто Кінґс»            | 5  | 5  | 38.4 | .388 | .286 | .400 | 9.4  | 4.0 | 1.8 | 1.0 | 14.8 |
| 2000              | «Сакраменто Кінґс»            | 5  | 5  | 39.2 | .427 | .200 | .794 | 9.6  | 5.4 | 1.6 | 2.0 | 24.4 |
| 2001              | «Сакраменто Кінґс»            | 8  | 8  | 43.5 | .388 | .000 | .694 | 11.5 | 3.1 | 1.1 | 1.0 | 23.3 |
| 2002              | «Сакраменто Кінґс»            | 16 | 16 | 41.7 | .502 | .000 | .596 | 10.8 | 4.7 | .9  | 1.6 | 23.7 |
| 2003              | «Сакраменто Кінґс»            | 7  | 7  | 35.1 | .496 | .000 | .653 | 8.3  | 3.6 | 1.4 | 1.1 | 23.7 |
| 2004              | «Сакраменто Кінґс»            | 12 | 12 | 37.2 | .452 | .250 | .615 | 8.3  | 3.7 | 1.3 | .8  | 18.4 |
| 2005              | «Філадельфія Севенті-Сіксерс» | 5  | 5  | 37.2 | .411 | .357 | .750 | 5.8  | 2.8 | 1.2 | .2  | 19.0 |
| 2007              | «Детройт Пістонс»             | 16 | 16 | 25.2 | .524 | .000 | .531 | 6.3  | 1.5 | .9  | .6  | 9.9  |
| Усього за кар'єру | Усього за кар'єру             | 80 | 80 | 36.2 | .464 | .269 | .611 | 8.7  | 3.6 | 1.1 | 1.1 | 18.7 |